# Ламберов, Анатолий Григорьевич
Анато́лий Григо́рьевич Ла́мберов (19 июля 1928, Александровское, Красноуфимский район, Кунгурский округ, Уральская область — 22 апреля 1982, Куйбышев) — советский писатель, журналист.

## Биография
Родился 19 июля 1928 года в селе Александровском Красноуфимского района, входившего в то время в Кунгурский округ Уральской области (сейчас район входит в состав Свердловской области).
Окончил Казанский государственный университет. Работал корреспондентом «Советской Татарии», а затем ответственным секретарём журнала «Юный натуралист». Был собственным корреспондентом «Комсомольской правды» и Совинформбюро. Член КПСС. Печатать рассказы начал с 1956 года в различных периодических изданиях. В Куйбышеве работал в газетах «Волжская коммуна» и «Волжская заря», а также редактором областного книжного издательства.
Был женат на журналистке Валентине Гудковой-Ламберовой. Внук — историк Дмитрий Мартынов.

## Обзор литературного творчества

### «Поверь человеку»
Первая опубликованная повесть А. Ламберова «Поверь человеку» вызвала резонанс в критике.
Вариант 1963 года, вышедший в альманахе «Волга», обратил на себя внимание В. Шишова. Повесть была посвящена товариществу и юношеской любви школьников Андрея и Веры. Их зарождающиеся чувства разворачиваются на фоне политических событий недавнего прошлого. Вера узнаёт, что её якобы пропавший без вести отец в действительности был репрессирован в 1937 году. Отец учит Андрея, что это и есть подлинная проверка его чувства: не дать Вере отчаяться и потерять веру в справедливость. Критик показал, что А. Ламберову удалось проникнуть в юношескую психологию, лаконично и точно дать портреты своих героев, передать их обаяние и непосредственность. В то же время писателю не удалось избежать штампов и языковых огрехов (например, сравнение отчаявшейся героини с мотыльком).
В 1965 году повесть вызвала жёсткую критику в журнале «Молодой коммунист». Рецензент В. Ильин исходил из того, что областным писателям в немалой степени присуща «периферийность», то есть нетребовательность автора к качеству своего произведения и невысокий «моральный и идейный уровень». Авторская цель — показать любовь молодых людей — названа «благой», однако В. Ильин счёл, что писатель со своей задачей не справился. Критик заявил, что в повести вместо «подлинных чувств и характеров… „изячные“ страдания ходульных персонажей». В числе примеров обиходных красивостей называлось: «напиться звуками ручья», «острый весенний запах цветения, щекочущий горло», и сравнение отчаявшейся героини с мотыльком, бьющимся «внутри своего существа». Из этого рецензент сделал вывод, что произведение «не принесло пользы» самому писателю, а читатели «не получили пищи для ума и сердца».

### «Внуки»
Критик Сергей Голубков отмечал, что повесть «Внуки» (1975) посвящена молодым людям, которые «впервые переступив порог завода оказываются в сложной для них роли наследников жизненного опыта и рабочей славы отцов». Писателя интересовал вопрос передачи традиции, немыслимой без взаимодействия тех, кто передаёт эстафету, и тех, кто её получает. Образ старого рабочего Михаила Егорова, основателя трудовой династии, не просто хрестоматийный «отлакированный» образ, но и носитель истинных нравственных идеалов. Ему противостоит Иван Брылёв, который не только превосходный токарь, но и человек, способный на самую чёрную зависть, и ему тоже предстоит быть учителем молодого поколения. Только Егоров может выработать у своего внука иммунитет к любой подлости, поэтому сюжет предполагает конфликт молодого Саньки с Брылёвым. Глубину повествованию придаёт двухплановое противопоставление сегодняшнего дня (мирных 1970-х годов) и отгремевшей великой войны, которая продолжает заявлять о себе в буднях. Этому посвящены вставные новеллы «Баллада об отце» и «Слово о трусе».
Сегодняшнее поведение героев старшего поколения разъясняется из их реакций в годину небывалых битв. Таврин, прижатый страхом, не пришёл на помощь к раненому товарищу, и снедаемый завистью, отчётливо осознаёт нерасторжимость связи времён. Дед Егоров носит ещё более далёкие и тяжёлые воспоминания, о том, как белогвардеец-контрразведчик приговорил его к расстрелу. И Санька Егоров — главный молодой герой — не может не задумываться, каким был его погибший на фронте отец. Именно память об отце-герое составляет его незримый талисман, не позволяющий пойти на сделку с совестью, и скатиться в беспринципность. Духовная эволюция героев показана и сугубо литературными методами: быстрой сменой разнохарактерных событий и сцен, заключённых в главы небольшого объёма.
С. Голубков отмечал «кинематографичность» повести, стремление автора выявить характерное в каждом характере своей повести. Зачастую это приводит к некоторой сюжетной несвязанности, разрушения цельности повествования и соразмерности частей в повести. Например, поведение одного из героев во время суда признаётся критиком не продиктованным логикой сюжета и развития художественного образа. Впрочем, это не мешает реализации авторского замысла: «показать сложность морального и духовного созревания юных продолжателей рабочего подвига дедов и отцов». Однако А. А. Шагалов в своей монографии о нравственном облике рабочих в советской литературе называл образ умудрённого наставника Михаила Ивановича «недоговорённым, недописанным… намётком».

## Значимость
В 1990-е годы произведения А. Ламберова входили в список рекомендованных по факультативному курсу «Литературное краеведение», читавшемся в Самарском университете.

## Публикации и рецензии
- Ламберов А. [Рец.: А. Салмин. «Буря на Волге»] // Комс. правда. — 1958. — 5 ноября.
- Ламберов А. Г. Трое идут вперёд: рассказы : [для среднего школьного возраста] / ил.: И. С. Хантемиров. — Казань : Таткнигоиздат, 1961. — 55 с.
- Ламберов А. Г. Рядом с тобой друг : [о строителе-монтажнике 3 строительного управления 24 треста В. М. Петрове] : очерк. — Куйбышев : Книжное изд-во, 1962. — 38 с. — (Творцы коммунизма).
- Ламберов А. Г. Найденная даль: Очерк [о свекловодческой бригаде А. Маркелова] : [Колхоз «Новая жизнь»]. — Куйбышев: Кн. изд-во, 1964. — 31,(1) с. — (Творцы коммунизма).
- Ламберов А. Г. Материнское сердце (Отрывок из повести «Я — мать») // Медицинская газета. — 1965. — 5 ноября.
- Ламберов А. Г. Поверь человеку: Повесть. — Куйбышев : Кн. изд-во, 1965. — 109,(3) с.
Шишов В. Поговорим об альманахах // Москва. — 1963. — № 12. — С. 215—216. — Критика журнального варианта повести «Поверь человеку».
Ильин В. В стране поэзии нет окраин (О творчестве литераторов Поволжья) // Молодой коммунист. — 1965. — № 8. — С. 120—122.
- Ламберов А. Г. Встречи на перекрёстках: Роман. — Куйбышев: Кн. изд-во, 1967. — 197,(3) с.
- Анатолий Ламберов Серебряные кусты (Рассказ), И встал город из моря… (Очерк) // Легенды и были Жигулей : Сб. / Сост. С. Е. Кузменко. — Куйбышев : Кн. изд-во, 1967. — 391 с.
- Анатолий Ламберов. Мать (отрывок из повести) // Писатели Средней Волги / Сост.: И. Г. Горюнов, В. З. Иванов-Паймен, В. Е. Козин, Л. А. Финк, С. М. Эйдлин. — Куйбышев: Кн. изд-во, 1968. — 712 с. — С. 386—389.
- Ламберов А. Г. Солдатка: Повесть. — Куйбышев : Кн. изд-во, 1969. — 150,(2) с.
- Ламберов А. Г. Когда восходит солнце: повесть. — Куйбышев: Книжное изд-во, 1971. — 96 с.
- Ламберов А. Г. Внуки: повесть / ил.: А. Г. Песигин. — Куйбышев: Книжное изд-во, 1975. — 367 с.
Голубков С. Право наследовать [Рецензия: А. Ламберов. Внуки. Повесть] // Волга. — 1976. — № 7. — С. 184—186.
Шагалов А. А. Вглядываясь в современность : (Нравств. поиск соврем. прозы о рабочем классе). — М. : Современник, 1979. — 431 с.
- Анатолий Ламберов. Петров камень (предание) // Жемчужины Жигулей : Легенды, сказы, предания / Сост. и авт. вступ. ст. С. Кузменко; Худож. И. Дубровин. — 3-е изд., доп. — Куйбышев : Книжное изд-во, 1982. — С. 38—41. — 154 с. — Первое издание вышло в 1974 году.